# Wehrmacht (gruppo musicale)
I Wehrmacht sono un gruppo Crossover thrash americano, formati nel 1985. I loro testi parlano soprattutto di birra, tanto che sono stati definiti beercore.
Nel 2008 effettuano una riunione con la formazione originale, con l'intenzione di lavorare a un nuovo album.

## Formazione
- Phillip "Tito" Matos - voce
- John Duffy - chitarra
- Marco "Sharko" Zorich - chitarra
- Shann Mortimer - basso
- Brian Lehfeldt - batteria

## Discografia

### Album in studio
- 1987 - Shark Attack
- 1989 - Biermacht